# Taoyuan
Taoyuan (en mandarí: 桃園市, Táoyuán-shì; en japonés: Tōen-shi) és un municipi especial de la república de la Xina localitzat al nord-oest de Taiwan i que limita amb Nova Taipei i les comarques de Xintxu i d'Ilan. El districte de Taoyuan és el barri capital de la ciutat on es troba el govern municipal i que, juntament amb el districte de Tjongli, formen una gran conurbació o àrea metropolitana. Taoyuan va començar sent una ciutat satèl·lit de Taipei i ha arribat a ser la capital de la quarta àrea metropolitana més populosa de Taiwan i el cinqué municipi més populós del país. Degut a la seua proximitat i bona connexió amb Taipei, la capital de l'illa, el creixement demogràfic de Taoyuan ha estat el més gran dels municipis de Taiwan.
El nom "Taoyuan" vol dir en mandarí "jardí de bresquilles" i té aquest nom degut a que en el passat, a la zona hi havien molts bresquillers. La ciutat és seu de molts polígons industrials i de moltes empreses de teconologia. L'Aeroport Internacional de Taiwan-Taoyuan, que presta servei a la capital i a l'àrea nord de l'illa es troba a la ciutat.
La ciutat de Taoyuan fou elevada a "municipi especial" l'any 2014 a partir de l'antiga comarca de Taoyuan, la qual es convertí en el nou municipi especial i la seua capital, l'antiga ciutat de Taoyuan, va esdevindre el districte o barri central del nou municipi.